# Robe (rivier in West-Australië)
De Robe is een rivier in de regio Pilbara in West-Australië.

## Geografie
De Robe ontspringt in het Hamersleygebergte nabij Marana Spring. De rivier stroomt in noordwestelijke richting, langs de Robe River-Deepdale-mijn, en kruist vervolgens de North West Coastal Highway nabij de Pannawonica-afslag. Ze mondt uit in de Indische Oceaan nabij Robe Point.
De Robe wordt gevoed door twee waterlopen:
- Mungarathoona Creek (268m)
- Kumina Creek (81m)

De Robe is een efemere rivier. In het droge seizoen staat er enkel water in een aantal permanente waterpoelen. Onder meer de volgende poelen dienen als toevluchtsoord voor de plaatselijke fauna:
- Medawandy Waters
- Pannawonica Hill
- Ngalooin
- Yarramudda
- Japanese Pool
- Mussel Pool
- Martangkuna
- Gnieraoora

In de zomer krijgt het gebied waar de Robe doorstroomt soms te maken met tropische orkanen en moessonregens. In februari 1993 en maart 2000 hadden er grote overstromingen plaats door moessonregens. In maart 2004 werd het gebied getroffen door de orkaan Monty en in 2006 door Glenda en Clar.

## Fauna en flora

### Fauna
Tijdens de observatie van het stroomgebied van de Robe tussen 1991 en 2009 werden 112 taxa ongewervelden aangetroffen uit 64 families waaronder Oligochaeta, Atyidae, Baetidae, Caenidae, mosselkreeftjes, dansmuggen en waterroofkevers.
In de waterpoelen werden 10 vissoorten aangetroffen. Zes zoetwatervissen en vier estuariumsoorten:
- Nematalosa erebi
- Tandanus tandanus
- Melanotaenia australis
- Amniataba percoides
- Leiopotherapon aheneus
- Leiopotherapon unicolor

- Indopacifische tarpoen
- Selenotoca multifasciata
- Gerres filamentosus
- Lutjanus argentimaculatus

### Flora
Het gebied waar de Robe doorstroomt wordt gedomineerd door Melaleuca argentea, Eucalyptus camaldulensis en Eucalyptus victrix. De ondergroei bestaat voornamelijk uit Petalostylis labicheoides, afgewisseld met Sesbania formosa en Gossypium robinsonii.
In de rivier groeien groene algen, samen met waterplanten van de soorten fonteinkruid en Vallisneria. Langs de waterkant groeit waterbies. Verder weg van het water vindt men Triodia epactia (spinifex), Eucalyptus leucophloia, Corymbia ferriticola, Hakea chordophylla en Grevillea pyramidalis.